# Johan van der Bruggen
Johan van der Bruggen (29 augustus 1916 - 17 januari 2001) was een Nederlandse pionier in het budo. Door  Van der Bruggen werd het judo en kendo in Nederland geïntroduceerd.
In Nederlands-Indië kreeg Van der Bruggen les van de Japanner Taiji Nakada in jiujitsu, judo en kendo. In Nederland startte hij vervolgens in 1937 een school in Rotterdam, waar hij jiujitsu en judo onderwees. Enkele jaren later werd de school verwoest tijdens het bombardement op Rotterdam, waarna hij bij Maurice van Nieuwenhuizen lessen in jiujitsu en judo ging verzorgen. In 1941 opende Van der Bruggen in de Haagse Zoutmanstraat zijn dojo Nakada waar hij jiujitsu, judo en kendo onderwees. Tot zijn bekende leerlingen behoorde onder meer "opa" Ger Schutte, Wim Luiten, Wim Boersma, Jacques Brakel en John Bontje. Van der Bruggen was opleider en de judoleraar van de eerste generatie judoleraren en bondstrainers. Van der Bruggen kreeg uiteindelijk de titel hanshi (grootmeester) en de 9e dan uitgereikt. Tot op hoge leeftijd gaf hij nog les.
In Den Haag werd in 2010 een straat naar Johan van der Bruggen vernoemd.